# Sederone/Sarebbe bello
Sederone/Sarebbe bello è il secondo singolo del duo Gigi & Andrea, pubblicato dalla New Polaris (catalogo FK 55) nel 1978.
Entrambi i brani sono editi dalla Edizioni musicali Giovane, scritti da Bruno Pallesi – noto anche con lo pseudonimo di "Billy Woost" (specialmente per la musica) – e tratti dal programma televisivo Io e la Befana.

## Tracce

### Lato A
1. Sederone

### Lato B
1. Sarebbe bello